# Andrzej Rutkowski (zootechnik)
Andrzej Władysław Rutkowski (ur. 7 maja 1953 w Poznaniu, zm. 13 stycznia 2020 tamże) – polski zootechnik, prof. dr hab.

## Życiorys
Syn Mieczysława i Ireny. Obronił pracę doktorską, 25 listopada 1996 habilitował się na podstawie pracy zatytułowanej Wartość pokarmowa zbóż dla kurcząt brojlerów. 17 listopada 2003 nadano mu tytuł profesora w zakresie nauk rolniczych. Objął funkcję profesora zwyczajnego w Katedrze Żywienia  Zwierząt na Wydziale Medycyny Weterynaryjnej i Nauk o Zwierzętach Uniwersytetu Przyrodniczego w Poznaniu, oraz kierownika Katedry Żywienia Zwierząt i Gospodarki Paszowej Wydziału Hodowli i Biologii Zwierząt Uniwersytetu Przyrodniczego w Poznaniu.
Piastował stanowisko członka Komitetu Nauk Zootechnicznych i Akwakultury na II Wydziale Nauk Biologicznych i Rolniczych, a także Komitetu Nauk Zootechnicznych na V Wydziale Nauk Rolniczych, Leśnych i Weterynaryjnych Polskiej Akademii Nauk.
Był specjalistą w Komitecie Nauk Zootechnicznych i Akwakultury na II Wydziale Nauk Biologicznych i Rolniczych Polskiej Akademii Nauk.

## Odznaczenia i wyróżnienia
- Nagroda Rektora Uniwersytetu Przyrodniczego w Poznaniu (wielokrotnie)[1]
- Złoty Krzyż Zasługi[1] (2005)[4]